# 豊島屋 (長野県)
株式会社豊島屋（としまや、英: TOSHIMAYA Corporation. ）は長野県岡谷市に本店を置く企業。酒類醸造、住宅設備機器、ガソリンスタンド運営などの事業を行う。

## 沿革
- 1867年（慶応3年）- 豊島屋創立。絹糸販売業開始。
- 1875年（明治8年）- 醤油醸造販売業開始。
- 1888年（明治21年）- 日本石油と特約店契約を締結、石油類の販売開始。
- 1949年（昭和24年）- 株式会社に組織変更。
- 1981年（昭和56年）- 諏訪湖サービスエリア給油所の運営を受託。

## 事業内容

### 酒類・飲料部門
近くにある諏訪湖の御神渡現象や、諏訪大社の御柱祭にちなんで命名された 日本酒「神渡（みわたり）」「御柱」の蔵元として知られる。このほか、清酒「豊香」、焼酎「杏花村」、梅酒、清涼飲料水などを販売している。
日本酒はフランスなどへの輸出も手掛けている。

### 石油部門
- ENEOSの特約店として、長野県中信・南信地区でのガソリンスタンドを営業する。
- 中央自動車道諏訪湖サービスエリア下り線の給油所の運営。

### 住宅機器部門
- プロパンガスの販売
- ガス機器の販売
- 空調機器の設計・施工